# (38832) 2000 RH105
2000 RH105 (asteroide 38832) é um asteroide da cintura principal. Possui uma excentricidade de 0.19094100 e uma inclinação de 9.99053º.
Este asteroide foi descoberto no dia 7 de setembro de 2000 por LINEAR em Socorro.